# Prunus juddii
Prunus juddii är en rosväxtart som beskrevs av James Anderson. Prunus juddii ingår i släktet prunusar, och familjen rosväxter. Inga underarter finns listade i Catalogue of Life.